# 新アラビア夜話
『新アラビア夜話』（しんアラビアやわ、原題: New Arabian Nights）は、ロバート・ルイス・スティーヴンソンが1877年から1880年にかけて雑誌に発表した作品をまとめて、1882年にチャットー・アンド・ウィンダスより刊行された2巻からなるイギリスの短編集。スティーヴンソンの処女作も含まれており、この中の数篇はイギリス短編小説の伝統の先駆となったのみならず、彼の最高傑作であると見なす評論家もいる。

## 第1巻
第1巻は、当初は『Later-day Arabian Nights（末の世のアラビア夜話）』と題されていた、1878年の6月から10月にかけてロンドン・マガジンに連載された7つの短編からなり、『自殺クラブ』の3篇・『ラージャのダイヤモンド』の4篇の2部構成になっている。当時のヨーロッパを舞台としているが、恰もアラビア人による原作を紹介しているような体裁をとっている。全篇を通してボヘミアのフロリゼル王子がストーリーに絡む。『自殺クラブ』は秘密組織を巡る物語、『ラージャのダイヤモンド』は世界で6番目と謳われるダイヤモンドを巡る物語である。
『自殺クラブ』 (The Suicide Club)
「クリームタルトを持った若者の話」 (Story of the Young Man with the Cream Tarts)
お忍びでロンドンのオイスターバーで飲んでいたフロリゼル王子と腹心のジェラルディーン大佐は、無料で店中の客にクリームタルトを配っている不思議な青年に話しかけられる。興味を持った2人は青年を夕食に招き、彼の口から「自殺クラブ」の存在を知る。2人は自殺願望者を装い言葉巧みに青年を説き伏せて、自殺クラブ会長と対面して入会を果たす。そこは理不尽な誓約で会員をがんじがらめにし、会合の夜毎トランプのゲームで殺される者と殺す者を１人ずつ選び出すという恐るべき秘密クラブであった。その夜「処刑人」に選出されたのはクリームタルトの青年だった。翌日の新聞で2人は死のカード（スペードのエース）をひいた犠牲者の「事故死」を知る。2人は再び会合に訪れ、クリームタルトの青年の懺悔を聞いた。その日スペードのエースが配られたのはフロリゼル王子だった。
「医者とサラトガトランクの話」 (Story of the Physician and the Saratoga Trunk)
パリに滞在中の小心だが好奇心も強い若きアメリカ人観光客サイラス・Q・スカダモアは、美しい若い婦人から秘密めいた約束を持ち掛けられる。しかし明くる夜、指定の場所に彼女は現れず、落胆してホテルの自室に戻るとベッドに死体が横たわっていた。向かいの部屋に住む元ロンドンの開業医だったというノエル博士が異変を察知して部屋に入って来た。博士は茫然自失となっているサイラスから事情を聞くと、この巧妙に仕掛けられた罠に落ち、濡れ衣を着せられようとしている若者を助けようと申し出た。博士は部屋にあった大きなサラトガトランク（旅行用大型鞄）に死体を詰め込んでロンドンまで渡航し、指定の場所に届ければ君は悩みから解放されると説明した。博士はジェラルディーン大佐と親交があり、サイラスはパリの謝肉祭見物に訪れていたフロリゼル王子一行に紛れて、税関に掛かる事も無くトランクと共にロンドンに到着した。
「二輪馬車の冒険」 (The Adventure of the Hansom Cab)
インドで戦功をあげ一目置かれる存在となったブラックンベリー・リッチ中尉は、散歩中に不思議な御者から優雅に設えられた二輪馬車に手招きされる。御者はある屋敷まで中尉を送り届けると再び何処かへ去っていった。屋敷では男性ばかりの賭博場が開かれていた。ホスト役の男性は何らかの基準で客人を選別しているらしく、意に染まなかったと思しき客人が徐々に退出させられていき、最終的に残ったのはリッチ中尉と歴戦の老兵オルック騎兵少佐の2人だけだった。2人は廃屋とも思われる薄暗く広大な屋敷まで連れて行かれ、その一室で先客に紹介される。先客は当初身分を隠していたが、オルック少佐により直ちにフロリゼル王子であると見抜かれた。そしてホストの男性はジェラルディーン大佐であった。王子は自殺クラブ会長との最後の決闘の立会人になって欲しいと2人に持ち掛けた。
『ラージャのダイヤモンド』 (The Rajah's Diamond)
「丸箱の話」 (Story of the Bandbox)
陸軍少将トマス・ヴァンデラー卿は、何らかの功績によりカシュガルのラージャから世界で6番目と言われる有名なダイヤモンドを贈られ、一介の軍人から金満な社交界の名士へと成り上り若く美しい夫人も娶っていた。優男のハリー・ハートリーは運良くヴァンデラー将軍の秘書の地位を得、将軍自身からの信頼は全く得られなかったが、夫人のお気に入りとなった。ある日夫人から衣装箪笥の下にある丸い帽子箱を指定の場所へ届けるよう依頼されたハリーは、その道中ヴァンデラー卿とばったり出会う。日頃夫人の浪費を咎め立てており、ハリーも信用していない将軍は帽子箱の中を見せろと詰め寄る。後から加わった夫人のいとこも含めた2人から逃げ惑う羽目になったハリーは、ある屋敷の塀を乗り越え庭に転げ落ちる。庭師のレイバーンに見咎められ詰問される内、2人は帽子箱からばらまかれた大量の宝飾類に気付いた。
「若い聖職者の話」 (Story of the Young Man in Holy Orders)
レイバーンの屋敷に間借りしていたサイモン・ロールズ師は騒動の顛末を見ていたが、ハリーが転がり落ちた場所で殆ど地面に埋もれていたラージャのダイヤモンドを発見し、その輝きに魅了されポケットに入れてしまう。警察の取り調べも何喰わぬ顔で切り抜け、自室でその輝きを見つめる内に将来への無限の妄想が広がっていったが、これまでに収めた学問がこのダイヤを処分するのに何の役にも立たない事に思い到った。本棚を蹴り倒しクラブに向かった彼は、世間通と思しき紳士からアドバイスを得る。ロールズ師はダイヤモンドを切り分ける技術を身に付けようという結論に至り、旅に出る前にクラブに行くと件の紳士（実はフロリゼル王子と判明する）とトマス・ヴァンデラー卿の弟ジョン・ヴァンデラーが会話している場面に遭遇する。知り合いの宝石屋のいるエディンバラに向かう列車に偶然ジョン・ヴァンデラーも乗り合わせていて、ロールズ師はジョンもまた兄の宝飾類を持ち逃げしようとしている事を知る。
「緑の日除けがある家の話」 (Story of the House with the Green Blinds)
エディンバラの誠実、温厚な銀行員フランシス･スクリムジャーは高名な弁護士から呼び出しを受けた。用件はさる高貴な人物が彼に年額500ポンドの手当てを支給したいと申し出ているという話だった。条件は指定された日にパリのコメディ・フランセーズに行き、用意された席に座っている事と、指定された相手と結婚する事であった。会話の過程でフランシスは今まで父親と信じていたスクリムジャー老が実の父親ではなく、この依頼が実の父親からのものらしいと知りショックを受ける。パリで劇場の入場券を受け取る際、これを預けた人物がたった今去ったばかりであり、その人物が刀傷のある老人だと聞き後を追う。そして特徴が合致するジョン・ヴァンデラーとロールズ師が言い争う場面に出くわした。ヴァンデラーが実の父親なのかも知れないと思い込み後を付けると老人は緑の日除けがある家に入っていった。フランシスは隣の空き家を借りる事にした。
「フロリゼル王子と刑事の冒険」 (The Adventure of Prince Florizel and a Detective)
ヴァンデラーがロールズ師から強引に奪い取ったラージャのダイヤモンドは、ヴァンデラーの心優しき娘から密かにスクリムジャーの手に渡り、更にフロリゼル王子に手渡されていた。王子はジョン・ヴァンデラーを激しく難詰し、ヴァンデラー嬢との結婚をスクリムジャーに勧めた。最後にロールズと二人で歩きながら、彼にオーストラリアに渡って全てを忘れ開拓者になるよう忠告した後、1人になって歩きながら思案する内に自分までがダイヤモンドに惑わされそうになっている事に戦慄する。王室がパリに所有する川辺の邸宅に戻ると、一人の刑事が待っていた。ヴァンデラー兄弟が窃盗のかどで王子を告発したと言う。総監に王子を逮捕する意志は無いと言う刑事と共に警視庁に歩いて向かう道すがら、王子はダイヤモンドの呪われた経緯を語り、こんなものは退治されるべきだと刑事の目の前でダイヤをセーヌ川に投げ捨てた。

## 第2巻
第２巻は、既に雑誌で発表されていた4編の独立した短編を集めたものである。フロリゼル王子も登場せず、アラビア人の原作者がいるという趣向も無い。そのため近年では第1巻のみを『新アラビア夜話』と看做すという考え方が多数派となっている。
「臨海楼綺譚」 (The Pavilion on the Links, The Cornhill Magazine, 1880)
第2巻全体の半分近くを占める一篇。9章から成っている。孤独を愛する拗ね者である主人公フランク・カシリスは若い頃イングランド、スコットランドの荒野・僻地を野宿しながら放浪する無頼の生活を送っていた。スコットランド北部の荒涼たるグレイドン・イースターを訪れた時、学生時代に唯一交流のあったアール・ノースモアの住む臨海楼を思い出し、訪ねてみることにした。ノースモアは不在であったが夜中に人のいる気配がし、明らかに客人を迎える用意が為されている様子であったので、フランクは暫く野営しながら臨海楼を観察した。嵐の夜かねてより沖合にいた快速艇が危険を冒して接岸すると、一群の人々が上陸してきた。水夫達により多くの荷物が臨海楼に運び込まれ、次いで水夫に守られた長身の年配の男性と若く美しい女性（後に銀行家バーナード・ハドルストーンと娘のクララと判明する）。そしてややあってノースモアが1人でやって来た。フランクが声を掛けるとノースモアはいきなりナイフで斬りつけてきた。フランクが反撃するとノースモアは臨海楼へと逃げていった。フランクは怒りより好奇心からそのまま同地に留まる決意をする。そしてあるきっかけからクララ・ハドルストーンと親しく話すようになっていった。
「一夜の宿」  (A Lodging for the Night, Temple Bar, 1877)
15世紀フランスに実在した無頼の詩人フランソワ・ヴィヨンを主人公とする一篇。1456年11月末の雪の夜、ヴィヨンはならず者仲間の溜まり場の家でバラードを書いていた。2人の仲間が賭け事をしていたが、負けが込んだ一方が激昂してもう一人を刺殺した。彼は死体から財布を抜き取るとその場の全員に分配した。「皆同罪だな」とヴィヨンは自嘲し、刺殺した男は全員逃げた方が良いと主張した。皆同意したがヴィヨンは死んだ仲間を思って落胆している隙に、その場にいた悪徳坊主に財布を抜き取られていた。ヴィヨンは絞首台の幻影に怯えながらの逃亡中に無一文となっていることに気付き、途方に暮れ夜の街を彷徨う羽目に陥った。頼って行った養父の牧師からは冷たくあしらわれ、喧嘩中の友人からは頭から汚水を浴びせられそうになった。やがてある家に勝手に押し入ろうと思い至ったが、家人がまだ起きていると知ると、思い直して正面から尋ねて一夜の宿を乞おうと試みた。家の主人は軍功をあげ、地位も名誉も手に入れ優雅に暮らす老人であった。氏も育ちも違う2人は決して交わることの無い不毛な議論を戦わせる。
「マレトロア邸の扉」 (The Sire De Maletroits Door, Temple Bar, 1877)
1429年9月のある夜、22歳の騎士ドニ・ド・ボーリューは不案内なシャトー・ランドンの路地を歩いていた。友人宅を訪ね、すっかり遅くなってしまったのだ。道中素性の知れぬ酩酊した歩兵のグループを見かけ、姿を隠してやり過ごそうとしたが物音を立てて発見された。咄嗟に豪壮な邸宅の楼門に飛び込み、扉に背を凭せ掛けると音も無く扉が内側に開いた。渡りに船と中に入り扉を半分だけ閉めようとしたが、何らかの仕掛けを施された扉だったらしく自動的にぴったりと閉じられた。邏卒の一群が諦めて去っていったので、扉を開けて外に出ようとするが、扉の内側には何の取っ掛かりも無く開くことは不可能だった。罠に掛かったと覚悟を決め、ドニは手近な明かりの洩れる部屋に入った。豪奢な部屋のマントルピースに刻み込まれた紋章から、由緒正しい名家マレトロアの屋敷であることが知れた。暖炉脇にはマレトロア家の領主、老大人アレーンが腰掛けていた。老人はドニを待っていたと歓迎し、姪だという美しい娘ブランシュをドニに紹介した。そしてブランシュと結婚するか死を選ぶかの二択を迫った。
「神慮とギター」 (Providence and the Guitar, The London Magazine, 1878)
レオン・ベルトリーニ氏は芸術家を自負しながら次第に落ちぶれて、妻エルヴィラと共にフランスの田舎町を渡り歩く旅芸人兼富くじの勧進元へと身をやつしていた。カステル・ル・ガーシーという町に辿り着いた2人は、興行許可を与える警部や宿屋の主人から散々な目に合わされ野宿の危機に陥った。偶然知り合った徒歩旅行をしていると言うケンブリッジ大学学生のスタッブス青年を加えた一行は、再びベルトリーニ氏の先導で宿を探すこととなった。灯りの漏れる小さな一軒家に近付くと、中から激しい夫婦喧嘩の声が聞こえてきた。ベルトリーニ氏がギターをかき鳴らし3人が声を合わせて歌うと、喧嘩の声は止み中から若い男女が現れた。画家とその妻は家に3人を招き入れ、食事を提供してくれた。画家夫妻の喧嘩の原因は夫が妻の叔父から提案された、安定した収入のある書記の仕事を断り、売れない画家を続けると主張したためであった。5人の男女はそれぞれの立場から様々な職業観・人生観を、次いでは男女各々のグループに分かれて語り合うのだった。

## 解題
タイトルはスティーヴンソンが愛読していた『千夜一夜物語』（別名「アラビアンナイト」 (the Arabian Nights)）に由来する。1880年代にリチャード・フランシス・バートンとジョン・ペインによる「アラビアンナイト」の待望の英訳本が刊行されたことも『新アラビア夜話』が注目を集め、人気を博した要因となった。フロリゼル王子とジェラルディーン大佐のロンドンとパリでの活躍は、アラビアンナイトで夜のバグダッドの都をお忍びで跋扈するハールーン・アッ＝ラシードと腹心の大宰相に見立てたものである。
第1巻の主役であるボヘミアのフロリゼル王子の名はウィリアム・シェイクスピアの「冬物語」でシシリア王女パーディタと結ばれる同名の登場人物からとられている。推理作家のエラリー・クイーンは自選による推理小説アンソロジー『クイーンの定員』に「クリームタルトを持った若者の話」を加えており、HQR（Historical Significance：歴史的重要性、Quality：文学的価値、Rarity：稀覯本）全ての評価を与えている。1977年から1983年までカリフォルニア州サンフランシスコで実際に活動していた秘密結社「Suicide Club」は『自殺クラブ』からインスピレーションを得ている。ただしメンバーは自殺願望とは無縁で、その代わりに気楽な悪戯に熱中していた。
「一夜の宿」はスティーヴンソンの処女作である。1890年、アーサー・コナン・ドイルは「臨海楼綺譚」を「スティーヴンソンの才能の最高到達点」であり「世界一の短編小説」だと位置付けている。バリー・メニコフは、1987年の著書で『新アラビア夜話』がイギリスの短編小説の歴史の原点であるとの考えを示した。ギルバート・ケイス・チェスタートンは『新アラビア夜話』をスティーヴンソンの最高傑作と主張するつもりはないが、最もユニークな作品と位置付ける事は可能だと記した。
『新アラビア夜話』には『続・新アラビア夜話-爆弾魔』 (More New Arabian Nights: The Dynamiter) という続編がある。夫人であるファニーとの合作で、実際にスティーブンソンの手になる物は短編の「ゼロの爆弾魔の話」 (Zero's Tale of the Explosive Bomb) だけだという。「フロリゼル王子と刑事の冒険」のラストでフロリゼル王子は外遊三昧が祟ってボヘミアの王座を追われてしまい、ロンドン一男前な煙草店主となったのだが、続編でもそのまま煙草店主として登場する。

## 脚色
『自殺クラブ』 は数多く映像化・舞台化されている。以下は映画作品のみを挙げている。
- 1909年： アメリカン・ミュートスコープ・アンド・バイオグラフ社（後のバイオグラフ社（英語版））は1908年に映画化権を獲得、D・W・グリフィス監督が『自殺クラブ』に基づく4分の短編映画「The Suicide Club」を撮ったが[11]、プロットにはスティーヴンソンの小説との類似点は殆ど見られない。
- 1913年: ドイツ版の40分の映画「Der Geheimnisvolle Klub」が作られた[12]。
- 1914年: イギリス版の「The Suicide Club」が製作される。モンタギュー・ラヴ（英語版）がフロリゼル王子を演じた[13]。
- 1919年: リヒャルト・オスワルドは「怪談五種」 (Unheimliche Geschichten) の4部としてドイツ版別バージョンを監督し、コンラート・ファイトが自殺クラブ会長を演じた。オスワルドは1932年にも同名の映画をリメイクし（邦題は「自殺倶楽部」）、再度『自殺クラブ』を取り入れている[14]。パウル・ヴェゲナー（英語版）が主演した。
- 1936年: メトロ・ゴールドウィン・メイヤーがJ・ウォルター・ルーベン監督による「自殺倶楽部」 (Trouble for Two) を製作[15]。ロバート・モンゴメリーがフロリゼル王子、フランク・モーガンがジェラルディーン大佐、レジナルド・オーウェン（英語版）が自殺クラブ会長を演じた。
- 1946年： チリで「La Dama de la muerte」という映画が作られた。カルロス・ウーゴ・クリステンセン（英語版）監督、ギリェルモ・バッターリア（英語版）とカルロス・コレス（英語版）が主演した。
- 1970年： メキシコで翻案映画である「El Club de los suicidas」が製作された。エンリケ・グスマン（英語版）が主演している。

『ラージャのダイヤモンド』
- 1921年： 「The Tame Cat」のタイトルで映画化。監督はウィラード・キング・ブラッドリー (Willard King Bradley)、マリオン・ハーディング (Marion Harding)、レイ・アーウィン (Ray Irwin) 主演[16]。
- 1979年： BBCウェールズはアラン・ホディノットによりオペラ化された「ラージャのダイヤモンド」を放映。ジェレイント・エヴァンス（英語版）が主演、演奏はBBCウェールズ交響楽団[17]。

『臨海楼綺譚』
- 1920年： 「The White Circle」のタイトルで映画化。監督はモーリス・トゥールヌール（英語版）、カシリスをジョン・ギルバート（脚本も担当）、ノースモアをハリー・ノースラップ（英語版）、クララ・ハドルストーンをジャニス・ウィルソン (Janice Wilson) が演じた[18]。

『一夜の宿』・『マレトロア邸の扉』
- 両作とも1950年代にアメリカおよびイギリスで単発ドラマシリーズの1エピソードとして何度か放映されている[19][20][21][22][23]。

## 日本語訳（一部）
※は電子書籍も刊
第1部
近年刊は、第1巻目のみを『新アラビア夜話』とする傾向で、このタイトルでの訳書はほぼ第1巻のみを収録。
- 「新アラビヤ夜話」佐藤緑葉訳、岩波文庫 1934年 全国書誌番号:47038490、復刊1990年 ISBN 978-4003224267（7篇中3篇のみ収録）
- 「新版千一夜物語」村上啓夫訳、鎌倉書房 1948年 全国書誌番号:48010032
- 「新アラビヤ夜話」西村孝次訳、角川文庫 1951年
- 「新アラビア夜話」岡倉由三郎注釈・福原麟太郎改訂、研究社出版〈英米文学叢書〉、1967年。英文注解
- 「新アラビアンナイト」平井正穂訳、集英社〈世界文学全集〉、1970年／復刻「作品集2」文泉堂出版、1999年
- 「自殺クラブ」河田智雄訳、講談社文庫 1978年／福武文庫 1989年 ISBN 978-4828830957 - グーテンベルク21（電子出版）※
- 「新アラビア夜話」南條竹則・坂本あおい訳、光文社古典新訳文庫※、2007年 ISBN 978-4334751395

第2部
- 「臨海楼綺譚」 島田謹二訳、新月社〈英米名著叢書〉、1947年 ASIN B000JBI43U
  - 角川文庫、研究社訳註叢書 で再刊、各・1952年。後者は表題作のみ収録の対訳本
- 「南海千一夜物語」中村徳三郎訳、岩波文庫、1950年、復刊1988年ほか
- 「一夜の宿・マレトロア邸の入口の戸（マレトロア邸の扉）・マークハイム」和田聖嗣訳、開文社 1953年 全国書誌番号:20856612
- 「マークハイム　他二篇」武井亮吉訳・注解、研究社新訳注叢書、1978年。対訳本
- 「スティーヴンソン怪奇短篇集」河田智雄訳、福武文庫、1988年。新編・グーテンベルク21※
- 「マーカイム・壜の小鬼 他五篇」高松雄一、高松禎子訳、岩波文庫、2011年 ISBN 978-4003725061 （他はその夜の宿（一夜の宿）より）
- 「眺海の館」井伊順彦 編訳、論創社※、2019年 ISBN 978-4846018337

（他は 一夜の宿／マレトロア邸の扉／神慮はギターとともに／寓話／宿なし女／慈善市）
- 「臨海楼綺譚　新アラビア夜話 第2部」南條竹則訳、光文社古典新訳文庫※、2022年 ISBN 978-4334754617

続編 - 妻ファニーとの合作
- 「続・新アラビア夜話 - 爆弾魔」南條竹則訳、国書刊行会※、2021年 ISBN 978-4336072030

More New Arabian Nights: The Dynamiter（爆薬製造人）, 1885年 - 連作小説